# Nava-Grimón-Triptychon
Das Nava-Grimón-Triptychon ist ein Altarbild, das dem flämischen Maler Pieter Coecke van Aelst und seiner Werkstatt zugeschrieben wird.
Auf der mittleren Tafel zeigt es Christi Geburt, auf den beiden Seitentafeln sind die Beschneidung und die Darstellung des Herrn im Tempel dargestellt.
Im geschlossenen Zustand zeigen die beiden Seitenflügel die Verkündigungsszene mit Maria und dem Erzengel Gabriel in Grisaille.
Datiert wird es auf das Jahr 1546.
Dieses Triptychon ist das bekannteste Exponat des Museo Municipal de Bellas Artes de Santa Cruz de Tenerife in der Stadt Santa Cruz de Tenerife auf den Kanarischen Inseln (Spanien).